# Snedinge
Snedinge er en hovedgård i Ørslev Sogn, Slagelse Kommune. Kostalden og laden med de to smallere sidebygninger er fra 1663 og den lange østlænge hidrører antagelig fra 1567 og ca. 1660. Bygningerne blev fredet 1918 og fredningen udvidet 1964.
Snedinge var et mindre len under bispen, som oprindeligt hørte sammen med Bråde (i dag Holsteinborg Gods). 

## Ejere af Snedinge
(listen er ikke komplet)
- 1300-tallet Bråde var sammen med Snedinge samlet len under Roskildebisperne.
- 1400 Jacobus Martini (Jacob Mortensen) er bispens lensmand på Snedinge.
- 1460 Olaf Grubbe er bispens lensmand.
- 1481-83 Jens Mikkelsen er bispens lensmand.
- 1500 Niels Grubbe er bispens lensmand.
- 1511 Niels Grubbes datter, Karen Grubbe (enke efter Søren Daa) er bispens lensmand. Tilsyneladende køber hun godset af bispen.
- 1538 Karen Grubbes og Søren Daas søn Erik Daa (d. 1539) ejer godset.
- 1597 Sønnen Jørgen Daa (d. 1598) ejer godset.
- 1630 Sønnen Herluf Trolle Daa (d. 1630) ejer godset. Han gjorde det større ved at lægge 6 gårde (resten af landsbyen) ind under hovedgården.
- 1630-31 En slægtning, Alexander Rabe von Pappenheim (d. 1631) arver godset, men dør selv året efter, hvorved hans enke, Regitze Grubbe (d. 1650) får gården.
- 1656 Regitze Grubbe arvinger skøder godset til Niels Trolle (d. 1667) til Troldholm (Brådes nye navn)
- 1667-1704 Herluf Trolle (d. 1714) til nabogodset Trolholm ejer godset.
- 1704 Storkansler Ulrik Adolph Holstein overtager Trolholm, Snedinge mm. og opretter Grevskabet Holsteinborg. Snedinge bliver en anneksgård sammen med Fuirendal

55°13′29″N 11°25′36″Ø / 55.2246°N 11.4266°Ø